# فرودگاه بین‌المللی جان سی. منرو همیلتن
فرودگاه بین‌المللی جان سی. منرو همیلتن (به انگلیسی: John C. Munro Hamilton International Airport) (به زبان بومی: Hamilton Airport) یک فرودگاه همگانی باربری با کد یاتا YHM است که یک باند فرود آسفالت دارد و طول باند آن ۱۸۳۲ متر است. این فرودگاه در شهر همیلتون (انتاریو) کشور کانادا قرار دارد و در ارتفاع ۲۳۸ متری از سطح دریا واقع شده‌است.

## شرکت‌های هواپیمایی و مقصدهای پروازی

### مسافری
| شرکت‌های هواپیمایی  | مقصدهای پروازی                                                                            |
| ------------------ | ----------------------------------------------------------------------------------------- |
| Air Canada Express | مونترآل-پییر الیوت ترودو                                                                  |
| Air Transat        | فصلی: کانکون، کینتانا رو، خاردینز دل ری, گریگوریو لوپرون، پونتا کانا، خوآن گئوآلبرتو گومس |
| Canadian North     | چارتر: Fort McMurray، هلفکس استانفیلد، میامی، ساسکاتون جان گ. دیفنبکر                     |
| Flair Airlines     | ابوتسفورد، ادمونتون، هلفکس استانفیلد، وینیپگ جیمز آرمسترانگ ریچاردسون                     |
| سان‌وینگ ایرلاینز   | فصلی: پونتا کانا، خوآن گئوآلبرتو گومس                                                     |
| وست جت             | کالگری، ادمونتون، هلفکس استانفیلد، وینیپگ جیمز آرمسترانگ ریچاردسون فصلی: اورلاندو، ونکوور |

### باری
| شرکت‌های هواپیمایی                       | مقصدهای پروازی |
| --------------------------------------- | --- |
| دی‌اچ‌ال اوییشن اجرا توسط اطلس ایر        | سینسیناتی/کنتاکی شمالی |
| دی‌اچ‌ال اجرا توسط کستل اوییشن            | سینسیناتی/کنتاکی شمالی |
| Cargojet Airways                        | بروکسل، کالگری، کلن بن، ادمونتون، هلفکس استانفیلد، گریتر مانکتن، مونترآل-میرابل، مک‌دونالد-کارتیر اتاوا، سنت جان، ونکوور، وینیپگ جیمز آرمسترانگ ریچاردسون |
| Purolator Courier اجرا توسط کستل اوییشن | اکران، سینسیناتی/کنتاکی شمالی، ریکن‌بیکر، مونترآل-میرابل                                                                                                  |
| اسکای‌لینک اکسپرس                        | کینگستون نورمن روجر، لوئیویل، مسکوکا، جان اف کندی، نورث بی/جک گارلند، سولت ماریه، سودبری، ویندزر                                                         |
| یوپی‌اس ایرلاینز                         | لوئیویل |
| لوت پولیش ایرلاینز                      | شوپن ورشو |